# Хосе Мануель Лопес
Хосе Мануель Лопес (ісп. José Manuel López, нар. 6 грудня 2000, Сан-Лоренсо) — аргентинський футболіст, нападник бразильського клубу «Палмейрас». Виступав також за клуб «Ланус». Дворазовий чемпіон Бразилії, дворазовий переможець Ліги Пауліста.

## Ігрова кар'єра
Хосе Мануель Лопес народився 2000 року у Сан-Лоренсо, та є вихованцем футбольної школи клубу «Ланус». У 2020 році Лопес розпочав грати в основній команді того ж клубу, в якій виступав до 2022 року, взявши участь у 25 матчах чемпіонату, в яких відзначився 13 забитими голами. З 2022 року аргентинський нападник грає у складі бразильського клубу «Палмейрас», у якому став одним із основних гравців атакувальної ланки команди. У складі «Палмейраса» футболіст став дворазовим чемпіоном Бразилії та дворазовим переможцем Ліги Пауліста.

## Титули і досягнення
- Чемпіон Бразилії (2):

«Палмейрас»: 2022, 2023
- Переможець Ліги Пауліста (2):

«Палмейрас»: 2023, 2024